# Šidélko kopovité
Šidélko kopovité (Coenagrion hastulatum) je druh šidélka s výskytem od západní Evropy až po východní Asii a od severního Španělska po severní polární kruh.

## Popis
Šidélko kopovité je středně velký druh šidélka, délka těla se pohybuje od 31–33 mm. Samci jsou modročerného zbarvení se zelenavým nádechem. Na druhém zadečkovém článku samců se nachází kresba, která svým tvarem připomíná hrot kopí (odtud český název). Samice jsou černozelené, zadní okraj pronota mají zaoblený a světle zelený, což je významným determinačním znakem.

## Rozšíření
Šidélko kopovité se vyskytuje od západní Evropy po východní Asii a od severního Španělska po severní polární kruh. V Evropě se vyskytuje zejména ve Skandinávii, Rusku, Pobaltí, Bělorusku, Polsku, Německu, Švýcarsku a Skotsku. Na Slovensku je výskyt mozaikový a v ČR pouze ostrůvkovitý, nejčastěji se vyskytuje v oblasti České vysočiny. Preferuje zejména rašeliništní biotopy, a to v středních a vyšších polohách, vyskytuje se také u vodních ploch s ostřicovými porosty.

## Chování

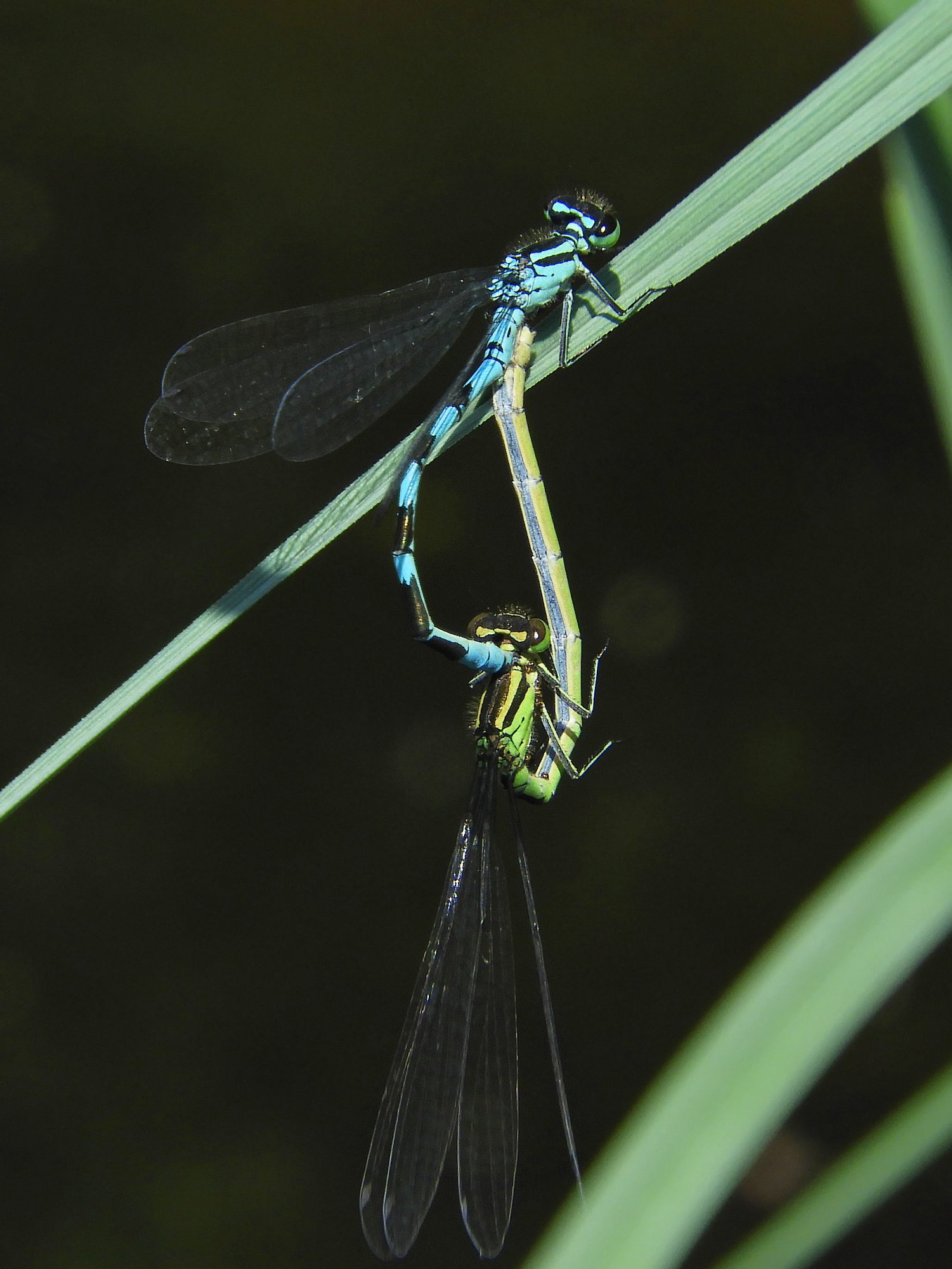
Pářící se jedinci

Dospělí jedinci toho šidélka létají v ČR od přelomu dubna a května do konce srpna za slunného počasí a jsou jednogenerační. Páří se na rostlinách nad vodou, páření probíhá v tandemu.